# Stašov (okres Beroun)
Stašov (německy Staschow) je obec v okrese Beroun ve Středočeském kraji, asi 12 km jihozápadně od Berouna. Žije zde 479 obyvatel.

## Historie
První písemná zmínka o obci pochází z roku 1085.

## Obecní správa

### Části obce
- Stašov (k. ú. Stašov u Zdic)

Sousedními obcemi sídla jsou Praskolesy, Chlustina, Bavoryně, Chodouň, Otmíče a Libomyšl.

### Územněsprávní začlenění
Dějiny územněsprávního začleňování zahrnují období od roku 1850 do současnosti. V chronologickém přehledu je uvedena územně administrativní příslušnost obce v roce, kdy ke změně došlo:
- 1850 země česká, kraj Praha, politický i soudní okres Hořovice[4]
- 1855 země česká, kraj Praha, soudní okres Hořovice
- 1868 země česká, politický i soudní okres Hořovice
- 1939 země česká, Oberlandrat Plzeň, politický i soudní okres Hořovice[5]
- 1942 země česká, Oberlandrat Praha, politický okres Beroun, soudní okres Hořovice[6]
- 1945 země česká, správní i soudní okres Hořovice[7]
- 1949 Pražský kraj, okres Hořovice[8]
- 1960 Středočeský kraj, okres Beroun
- 2003 Středočeský kraj, okres Beroun, obec s rozšířenou působností Beroun

## Společnost

### Rok 1932
V obci Stašov (544 obyvatel) byly v roce 1932 evidovány tyto živnosti a obchody: 3 hostince, mlýn, 3 obchody s ovocem a zeleninou, 2 pokrývači, 5 rolníků, řezník, 2 obchody se smíšeným zbožím, Spořitelní a záložní spolek ve Stašově, švadlena, 3 trafiky, obchod s uhlím, obchod s vápnem.

## Doprava

### Dopravní síť
Do obce vedou silnice III. třídy.

### Autobusová doprava 2024
Autobusovou dopravu v obci Stašov zajišťuje společnost Arriva Střední Čechy. Obec je součástí Pražské integrované dopravy (PID). V obci se nachází zastávka Stašov. Autobusová linka 641 spojuje Beroun, Králův Dvůr, Zdice, Stašov, Otmíče, Praskolesy, Kotopeky a Hořovice.

### Železniční doprava 2024
Obcí prochází dvoukolejná elektrizovaná celostátní železniční trať 170 Praha–Plzeň, která je zařazená do evropského železničního systému a je součástí III. tranzitního železničního koridoru. Doprava z Prahy do Plzně byla zahájena v roce 1862. V obci se nachází železniční zastávka Stašov, kde zastavují osobní vlaky linky S70 Pražské integrované dopravy (PID) v úseku Beroun–Kařez a v úseku Kařez–Klatovy jsou na lince P2 Integrované dopravy Plzeňského kraje (IDPK). Tyto vlaky, provozované společností České dráhy, jezdí z Berouna přes Zdice a pokračují dále do Hořovic, Rokycan, Plzně, Dobřan, Přeštic, Švihova a Klatov.

## Galerie

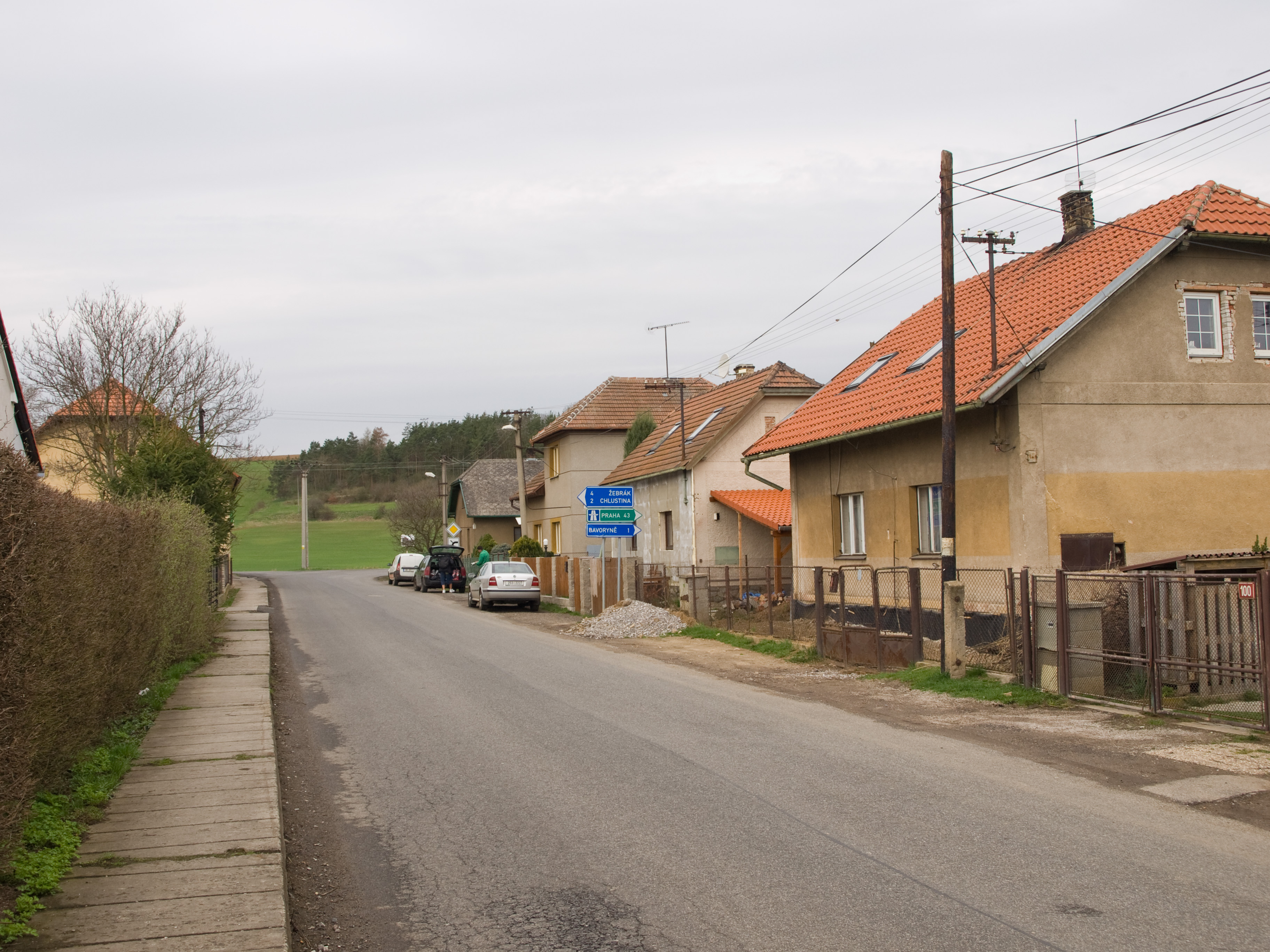
Domy
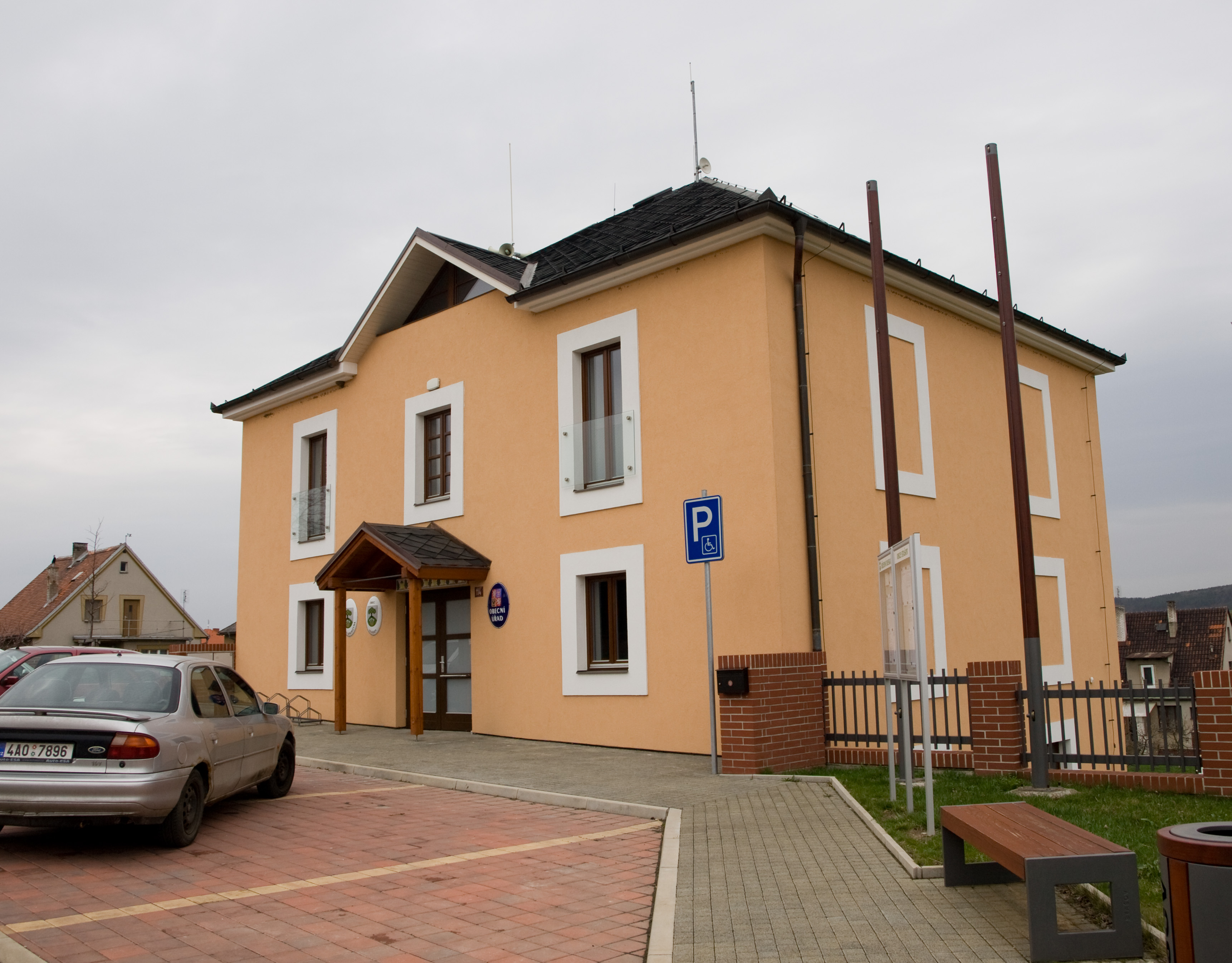
Obecní úřad
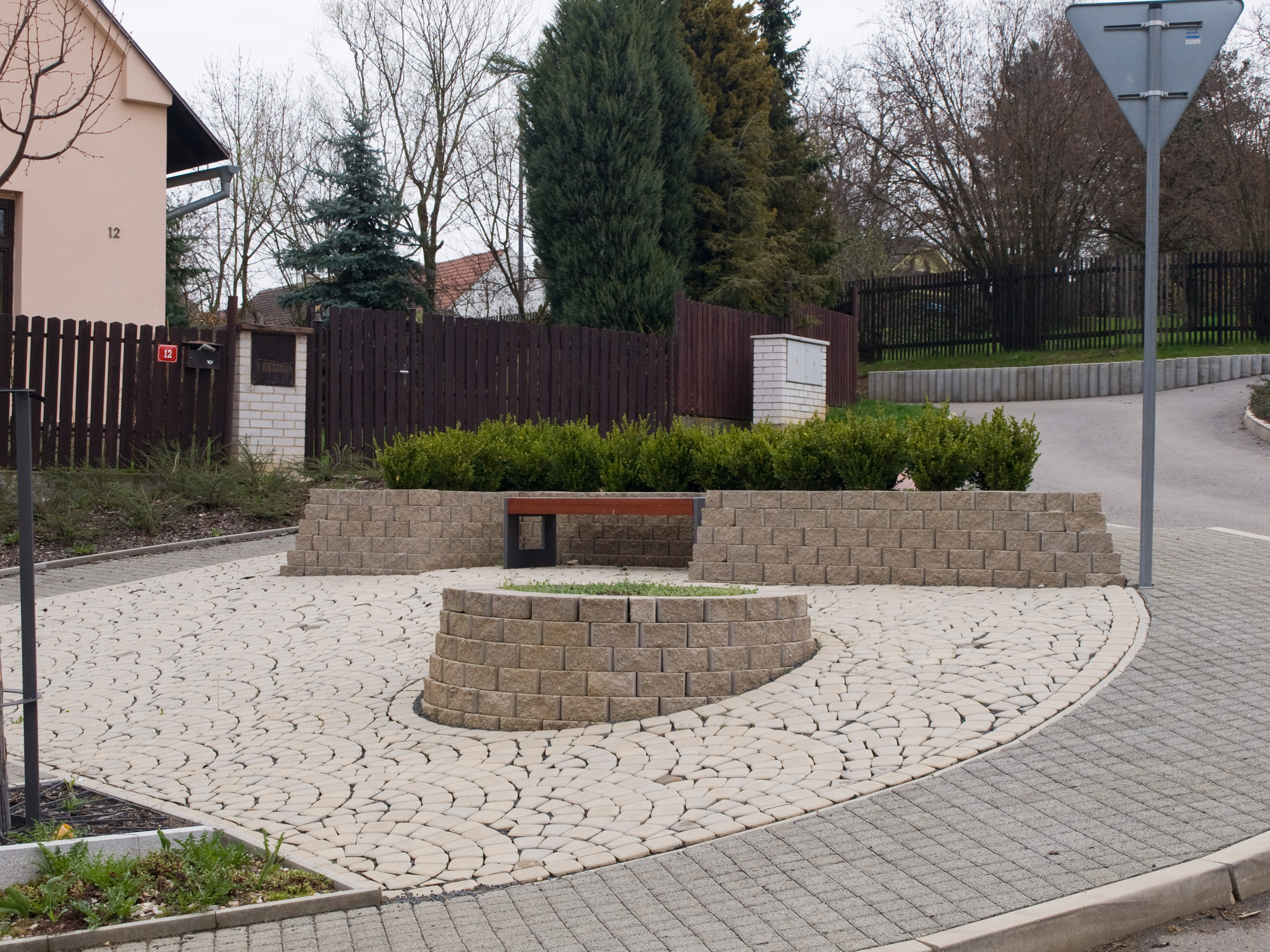
Náves